# هاري إنجل
هاري إنجل (بالألمانية: Harry Engel) (و. 1936 – 1989 م) هو ممثل، من ألمانيا، ولد في دريسدن، توفي في برلين، عن عمر يناهز 53 عاماً.

## وصلات خارجية
- هاري إنجل على موقع IMDb (الإنجليزية)
- هاري إنجل على موقع ألو سيني (الفرنسية)
- هاري إنجل على موقع قاعدة بيانات الأفلام السويدية (السويدية)
- هاري إنجل على موقع قاعدة بيانات الفيلم (الإنجليزية)
- هاري إنجل على موقع كينوبويسك (الروسية)